# Manga
Manga (漫画 (mạn hoạ)/ まんが/ マンガ ngheⓘ) là một cụm từ tiếng Nhật để chỉ các loại truyện tranh và tranh biếm họa của Nhật Bản. Bên ngoài Nhật Bản, Manga ám chỉ tính đặc trưng riêng biệt của truyện tranh Nhật Bản, hoặc như một phong cách truyện tranh phổ biến tại Nhật Bản mà thường được mô tả bởi đồ họa tràn đầy màu sắc, các nhân vật sống động với những chủ đề khác nhau.

## Từ nguyên học

Manga (viết kiểu kanji từ Seasonal Passersby (Shiki no Yukikai), 1798, vẽ bởi Santō Kyōden và Kitao Shigemasa

"Manga" dịch tạm nghĩa là "hình ảnh di động hay biến động". Từ này đầu tiên được công bố và sử dụng một cách thông dụng vào thế kỷ thứ 18 như các tác phẩm truyện hình tên Shiji no yukikai (1798) của Santō Kyōden và trong đầu thế kỷ 19 với những tác phẩm Manga hyakujo (năm 1814) của Aikawa Minwa và nghệ sĩ nổi tiếng Hokusai Manga đã phân loại các hình vẽ từ sách vẽ của tác phẩm nổi tiếng ukiyo-e của nhà họa sĩ Hokusai. Rakuten Kitazawa (1876–1955) là người đầu tiên đã sử dụng từ "manga" trong cách nhìn của thế giới hiện đại.
Thay vì dùng từ manga như các nước khác trên thế giới, để chỉ chính xác riêng truyện tranh xuất phát từ Nhật Bản, người Nhật dùng từ Nihon no manga - 日本の漫画. Từ Manga-ka (漫画家) tương ứng với Họa sĩ truyện tranh, người chuyên về viết vẽ manga.

## Lịch sử
Lịch sử manga bắt đầu từ rất sớm. Ở Nhật, người dân đã sớm có hứng thú với một loại nghệ thuật về tranh ảnh (sau này là manga) Manga thời kì này vẫn chỉ đơn giản là những dải truyện tranh ngắn. Tuy vậy, giá trị giải trí của nó là điều không ai có thể phủ nhận. Không những thế, manga còn giữ một vị trí quan trọng và đầy quan trọng xuyên suốt lịch sử mỹ thuật Nhật Bản. Manga phát triển từ ukiyo-e theo kiểu vẽ tranh. Nó phát triển nhanh chóng sau thế chiến thứ 2. Manga được hầu hết các hạng người đọc ở Nhật. Do hầu hết các danh từ trong tiếng Nhật không ở dạng số nhiều nên manga có thể dùng để chỉ nhiều loại truyện tranh, đôi khi trong tiếng Anh cũng được viết là mangas.
Vào khoảng giữa thế kỷ thứ VI và VII, những vị thầy tu đã sử dụng những cuộn giấy da có khắc hình như một loại lịch cho việc theo dõi thời gian. Những cuộn giấy này bao gồm những ký hiệu biểu tượng đại diện cho thời gian, và thường được trang trí bằng hình ảnh động vật như cáo, gấu trúc,... với những cử động y như người (được gọi là giga, hay chính xác hơn là choju-jinbutsu-giga tranh vui về thú vật và con người). Đây có thể được coi là tiền đề của Manga.
Đến cuối thế kỉ XVIII thì thuật ngữ "manga" mới thật sự được dùng để chỉ loại hình nghệ thuật này với sự xuất hiện của các tác phẩm đầu tiên như "Mankaku zuihitsu" của Suzuki Kankei, tập tranh "Shijino Yukikai" của Santo Kyoden. Đến đầu thế kỉ XIX, có "Manga hyakujo" của Aikawa Minwa cùng tuyển tập tranh Houkusai (manga được tổng hợp và phân loại từ những tác phẩm của nghệ sĩ tranh gỗ màu nổi tiếng Houkusai).

Một câu chuyện kami-shibai kể về Sazae-san của Machiko Hasegawa.

Thuật ngữ Manga được hoàn thiện bởi nghệ nhân Hokusai (nghệ danh), một họa sĩ sống với triết lý hội họa hoàn toàn khác so với nền nghệ thuật này lúc bấy giờ. Với tính cách đôi phần nổi loạn, Hokusai được biết đến với việc sẵn sàng cãi lại thầy giáo của mình, liên tục thách thức những phương pháp làm việc của họ. Về sau, ông tự tạo ra khoảng 30.000 tác phẩm, một vài trong số đó tập trung thành những tuyển tập hoặc sách đem đi xuất bản.
Theo Hokusai, "manga" không phải là nghệ thuật vẽ nhân vật trong một câu chuyện nào đó, hay là chú ý tỉ mỉ đến từng chi tiết một để có thể tạo ra những bức họa có tính giải trí và đầy ý nghĩa. Thay vào đó, thuật ngữ "manga" (mà theo nghĩa đen có thể dịch là "bức tranh kỳ quái") được Hokusai dùng để chỉ phương pháp vẽ một bức tranh dựa theo nét bút đưa hoặc vẽ vài vật chất lướt ngang trang hoàn toàn theo ngẫu hứng (điều này giải thích chữ "kỳ quái"). Tuy chúng hầu hết đều trở thành những bức tranh phong cảnh, người dân Nhật lại nhận ra, ẩn trong những nét vẽ thiên nhiên thoải mái nhưng rất chi tiết ấy, một cái gì đó khác hẳn với những bức họa trước đó, khi mà những người họa sĩ phải nhận thức được họ muốn vẽ gì trước khi đặt bút xuống. Lối tiếp cận vấn đề một cách tự nhiên của Hokusai, mặc dù có thể chính ông cũng không nhận ra điều đó, đã trở thành nền tảng cơ bản cho sự đa dạng của các mangaka hiện nay: họ không gắn mãi với một công thức nào mà luôn hướng theo những loại hình nhân vật, những cốt truyện khác nhau. Tuy nhiên, cho dù Hokusai đã tạo ra một bước đột phá mới bằng phong cách vẽ tranh này (một trong những phong cách ông sử dụng), những cuốn truyện "manga" thực sự đầu tiên vẫn chưa xuất hiện cho đến tận đầu thế kỷ XX.
Bước vào thế kỷ XX, cánh cửa ngoại giao Nhật Bản một lần nữa mở ra thế giới. Một trong số đó, những "dải truyện tranh ngắn"cũng được du nhập, trở thành chất xúc tác làm nên manga, một bộ phận thống trị của thị trường xuất bản Nhật hiện nay. Manga thời kỳ này được gọi là Ponchi-e. Nhật bắt đầu cho xuất bản những tờ tạp chí với nội dung biếm họa với độ dày từ 1-4 trang, đồng thời thuê những họa sĩ nước ngoài để dạy cho học sinh của họ về đường nét, màu sắc, dáng điệu.

Cách đọc Manga truyền thống ở Nhật Bản.

Trong thời gian chiến tranh, truyện tranh Nhật và tranh biếm họa được sáng tác nhằm phục vụ nhiều mục đích khác nhau. Chúng có tính hài hước, tính giải trí, cũng như những truyện phương Tây, nhưng đồng thời chúng cũng được sử dụng với mục đích tuyên truyền hoặc châm biếm nhằm phục vụ lợi ích quốc gia, cổ vũ tinh thần binh lính. Tuy nhiên, dưới thất bại nặng nề dưới tay quân Đồng Minh vào cuối chiến tranh thế giới lần II, rất nhiều truyện tranh Nhật phải chịu sự kiểm duyệt nặng nề của phe chiến thắng, và sự phát triển của cái sẽ trở thành "manga"  Nhật Bản dường như bị hoãn lại vô thời hạn.
May mắn thay, sau khi chiến tranh kết thúc, đã có một người đứng lên vực dậy nền nghệ thuật manga, đem đến cho nền văn hóa Nhật và đến thế giới, một thể loại manga hoàn toàn mới. Con người đó, Osamu Tezuka (với việc áp dụng phong cách vẽ của hoạt hình Disney và kỹ thuật điện ảnh của Đức và Pháp) đã góp phần định hình nên kiểu mẫu manga thực sự đầu tiên, và bắt đầu một nền công nghiệp mà đến giờ vẫn giữ vị trí chiến lược trong nền văn hóa Nhật Bản hiện đại. Vào năm 2007, manga chiếm lĩnh một thị trường toàn cầu nhiều tỷ đôla.

## Giải thưởng
Ngành công nghiệp manga Nhật Bản được thừa nhận với một số lượng lớn các giải thưởng, hầu hết được tài trợ bởi các nhà xuất bản, và các giải thưởng này thường bao gồm việc công bố những vị trí chiến thắng trên các tạp chí manga được phát hành bởi các nhà xuất bản. Danh mục các giải thưởng về manga bao gồm bên dưới:
- Akatsuka Award: giải thưởng dành cho các manga khôi hài.
- Dengeki Comic Grand Prix: giải thưởng dành cho các one-shot manga.
- Japan Cartoonists Association Award: giải thưởng dành cho nhiều phạm trù đa dạng.
- Kodansha Manga Award (nhiều danh mục giải thưởng)
- Seiun Award: giải thưởng dành cho manga khoa học viễn tưởng tốt nhất của năm.
- Shogakukan Manga Award (nhiều danh mục giải thưởng)
- Tezuka Award: giải thưởng dành cho loạt manga sáng tác mới tốt nhất.
- Tezuka Osamu Cultural Prize (nhiều danh mục giải thưởng)

Bộ Ngoại giao Nhật Bản đã tổ chức trao tặng giải thưởng International Manga Award bắt đầu từ tháng 5/2007.

## Thể loại

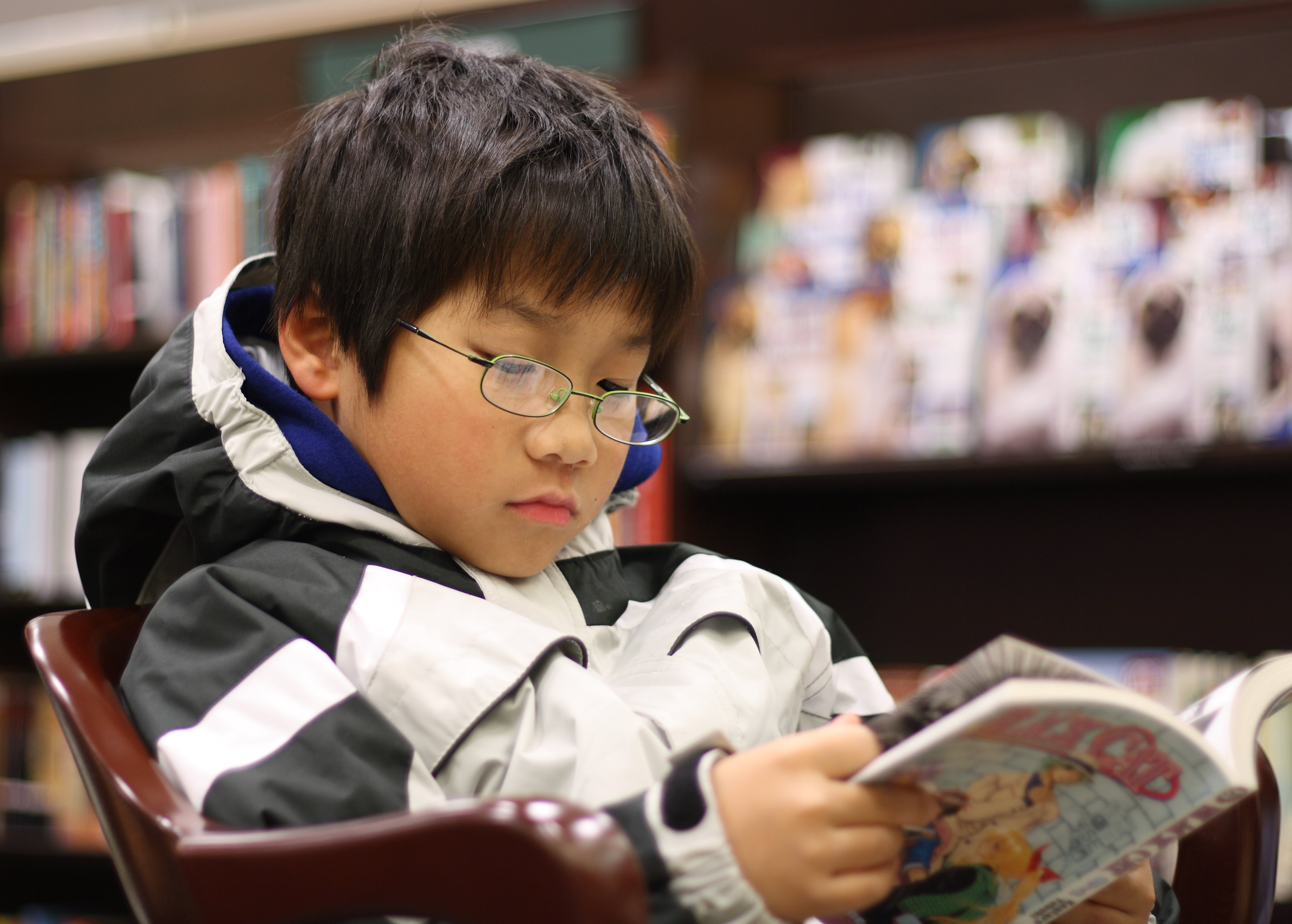
Một cậu bé đang đọc truyện Black Cat trong một hiệu sách ở Hoa Kỳ.

### Theo độc giả mục tiêu
- Shōnen manga: loại manga nhắm tới độc giả là nam giới vị thành niên.
- Shōjo manga: loại manga nhắm tới độc giả là nữ giới vị thành niên.
- Seinen manga:  loại manga dành cho nam giới trưởng thành.
- Josei manga: loại manga dành cho nữ giới trưởng thành.
- Kodomo manga (hoặc Kodomomuke manga): loại manga dành cho trẻ em dưới 10 tuổi.

### Theo định dạng
- Doujinshi: Truyện tranh được fan chế tác lại dựa theo nguyên tác (original) từ truyện phóng tác do fan hay có thể cả những Mangaka khác với tác giả truyện gốc. Tác giả vẽ Doujinshi thường dựa trên những nhân vật gốc để viết ra những câu chuyện theo sở thích của mình.
- Full Color là thể loại tất cả trang truyện được tô màu hoàn toàn.
- Gekiga (kịch họa): Tiểu thuyết bằng hình (graphic novel)
- One-shot: Những truyện ngắn, thường có một chương.
- Yonkoma manga (hoặc 4-koma): Truyện bố trí nội dung mỗi chương truyện thành 4 ô theo kích thước 1 cột - 4 hàng.

### Các thể loại nhạy cảm
- Smut: Những truyện có nội dung liên quan đến tình dục.
- Gore: Những truyện có miêu tả cảnh máu me rùng rợn, hủy hoại cơ thể.
- Ecchi: Những truyện có nội dung khiêu gợi, trò đùa về tính dục và giới tính, nhưng không vẽ trực tiếp hoặc rõ ràng.

## Manga trên toàn thế giới

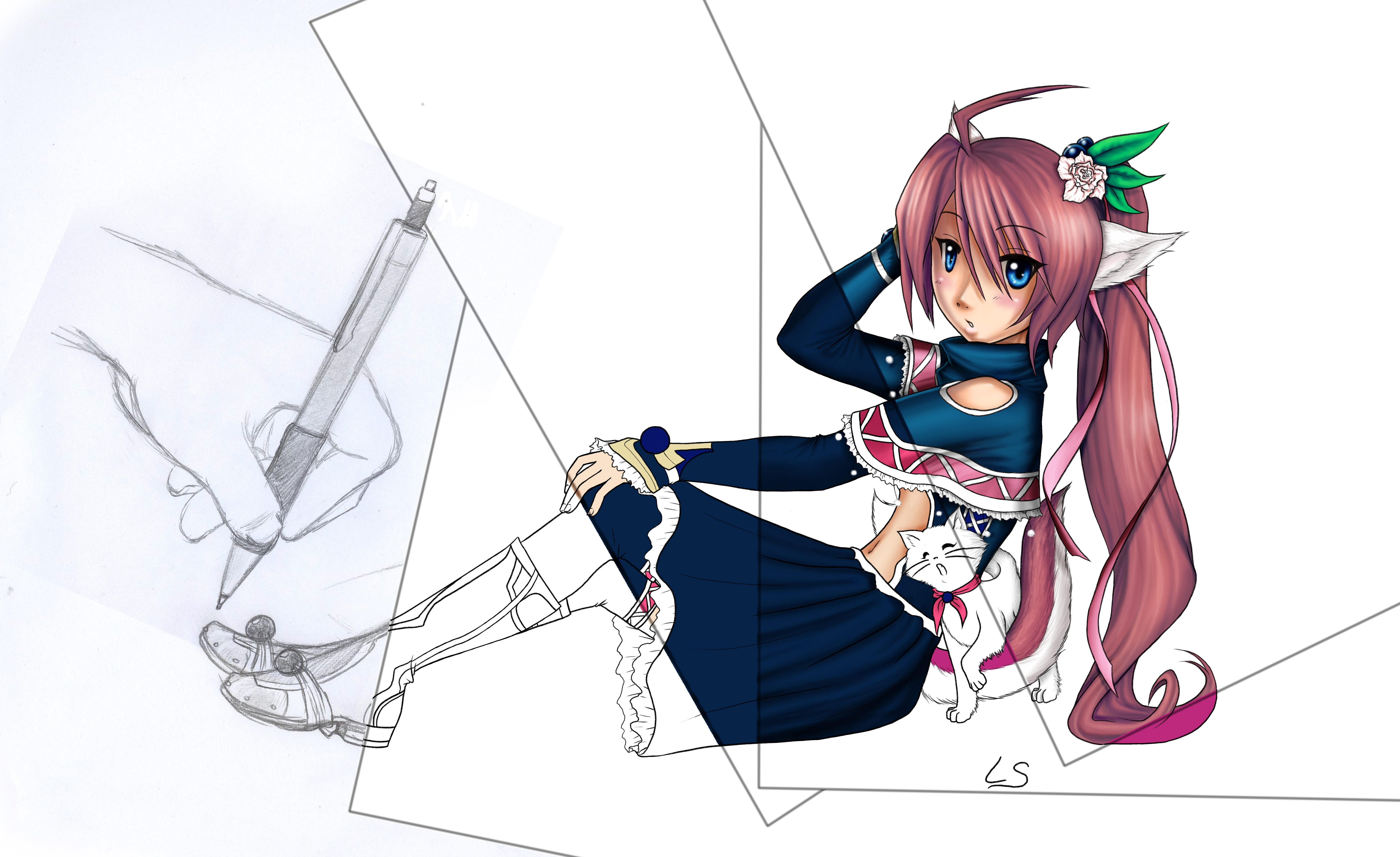
Các giai đoạn khác nhau của việc hoàn thiện một hình vẽ theo phong cách anime và manga.
Các giai đoạn (từ trái sang): phác thảo, chỉnh sửa, tô màu và làm bóng.

Những tác giả như Takahashi Rumiko, đã góp phần truyền bá Manga trên toàn thế giới, thu hút được lượng người hâm mộ đông đảo.
Manga được dịch ra nhiều thứ tiếng khác nhau như Hàn Quốc, tiếng Pháp, tiếng Ý. Ở Mỹ, manga chỉ là một ngành công nghiệp nhỏ, đặc biệt là khi nó được so sánh với sự du nhập của phim hoạt hình Nhật đã làm ở Mỹ. Manga có số lượng phát hành đứng đầu ở Mỹ là Viz, của nhà xuất bản Shogakukan và nhiều tác phẩm khác nữa của Takahashi Rumiko.
Vì manga được các tác giả vẽ và xuất bản theo kiểu viết tategaki (viết dọc truyền thống theo kiểu viết chữ Hán thời xưa) ở Nhật Bản, nên người Nhật đọc manga từ phải sang trái. Điều này không gây khó khăn chút nào cho người Nhật, vì khi vỡ lòng họ cũng đã được học cách đọc và viết thư tay kiểu này. Tuy nhiên khi được dịch sang các thứ tiếng khác, hình ảnh và canh lề được lật ngược lại, vì thế có thể đọc từ trái sang phải. Tuy nhiên, nhiều tác giả không chấp nhận tác phẩm bị sửa đổi theo cách trên và đề nghị vẫn giữ nguyên hình thức đọc từ phải sáng trái trong phiên bản nước ngoài. Chẳng bao lâu, vì nhu cầu của fan và vì quyền lợi của tác giả, nhiều nhà xuất bản bắt đầu đề nghị sự chọn lựa hình thức in từ phải qua trái, bây giờ cách in này đã trở nên phổ biến ở Bắc Mỹ. Hình thức in từ trái qua phải dần dần được loại bỏ. Ở Việt Nam, nhà xuất bản Kim Đồng đã từng thử nghiệm với manga "Ninja loạn thị" nhưng không được hưởng ứng. Đến năm 2008, TVM Comics - một công ty chuyên mua bản quyền và xuất bản manga lại một lần nữa giới thiệu tới bạn đọc trong nước manga với hình thức in từ phải qua trái với bộ manga Yotsuba&!. Khác với lần thử nghiệm thất bại lần trước của nhà xuất bản Kim Đồng, hình thức in này lần này lại được đón nhận sau vài tranh cãi về ảnh hưởng của nó tới đọc giả Việt Nam. Kéo theo việc nhà xuất bản Trẻ và Kim Đồng cùng áp dụng cách in này cho manga.
Hiện nay, giới trẻ châu Âu đang nổi lên phong trào đọc manga và có xu hướng lấn át comic truyền thống.
Thật khá ngạc nhiên đối với đọc giả phương Tây khi các họa sĩ manga không biết rằng, các nhân vật và câu chuyện của họ đã ăn sâu vào người đọc. Các họa sĩ nước ngoài cũng có xu hướng bắt chước phong cách manga.
Top 5 bộ manga nổi tiếng nhất thế giới gồm One Piece (Đảo Hải Tặc), Dragon Ball (Bảy Viên Ngọc Rồng), Doraemon, Naruto, Slam Dunk.

### Tại Việt Nam
Manga xuất hiện Việt Nam từ cuối những năm 80, đầu những năm 90 thế kỷ XX bằng nhiều con đường, hầu hết là in ấn và dịch lậu hay xách tay mang về. Còn con đường du nhập chính thức là thông qua sách, báo và tạp chí nhập khẩu, dịch và xuất bản ở Việt Nam với sự đồng ý của tác giả và của nhà xuất bản phía Nhật Bản nhờ vào chính sách đổi mới do Đảng Cộng sản Việt Nam đề ra từ Đại hội Đảng lần thứ VI (1986).
Manga đầu tiên được mua bản quyền tại Việt Nam là Doraemon năm 1996, tiếp theo đó là Thám tử lừng danh Conan năm 2000; cả hai đều được Nhà xuất bản Kim Đồng phát hành hợp pháp tại Việt Nam. Nhưng mãi cho đến năm 2003 khi Việt Nam ký Công ước Bern, vấn đề bản quyền truyện tranh mới bắt đầu được quan tâm. Tính đến năm 2013, Việt Nam có 4 đơn vị xuất bản truyện tranh hợp pháp bao gồm Nhà xuất bản Kim Đồng, Nhà xuất bản Trẻ, TVM Comics và Vàng Anh Comics; trong đó 3/4 đơn vị có trụ sở đóng tại Thành phố Hồ Chí Minh. Tuy nhiên, số lượng truyện tranh lậu tại Việt Nam vẫn chiếm áp đảo vì việc siết chặt khâu cấp giấy phép truyện tranh vẫn chưa được quan tâm đúng mức. Điển hình cho các nhà xuất bản phát hành truyện lậu là Việt Mỹ, Hồng Đức, Nhà xuất bản Văn hoá thông tin cùng nhiều đơn vị lớn nhỏ khác, phần lớn có trụ sở ở miền Bắc. Tính đến năm 2013, giữ kỷ lục số lượng bản in mỗi tập lớn nhất cho tựa truyện chưa kết thúc thuộc về Conan với 100.000 bản in mỗi tập.
Hiện nay, tất cả Manga đang phát hành có bản quyền ở Việt Nam đều được in theo đúng chuẩn bản gốc bên Nhật Bản là từ phải sang trái. Kiểu viết và đọc tategaki được sử dụng trong manga tiếng Nhật là theo dọc viết theo chiều dọc, hàng từ phải sang trái, là kiểu viết truyền thống thời xưa của các ngôn ngữ đã và đang sử dụng chữ Hán và các biến thể của nó (tiếng Trung, tiếng Hàn với Hanja, tiếng Nhật với kana, tiếng Việt với chữ Nôm). Do cấu tạo của tất cả chữ Hán (và cả kana hay chữ Nôm) là các nét có thể được viết trong một diện tích vuông nhất định và kích thước của chữ không bị biến đổi, nên người viết có thể xếp thẳng đều các chữ trên một hàng dọc hoặc một hàng ngang. Lợi điểm rất lớn của kiểu viết này là nó chiếm rất ít diện tích theo bề ngang, nên câu thoại sẽ không chèn nhiều ra ngang tranh. Tuy nhiên, người Việt hiện nay không còn sử dụng phổ biến chữ Hán-Nôm và không biết cách viết dọc từ phải sang trái theo truyền thống trước kia giống như Bia tiến sĩ Văn Miếu hay Truyện Kiều (bản gốc chữ Nôm), còn chữ Quốc Ngữ hay chữ Latin lại đọc viết theo chiều ngang từ trái sang phải, kích thước ngang của một từ đơn là không cố định vì tuỳ thuộc lượng chữ cái của từ, mà kích cỡ chữ cái Latin lại không thể thu nhỏ được nên không thể xếp dọc được vì sẽ bị lệch hàng (tiếng Hàn với Hangeul lại khác ở việc các chamo có thể thu nhỏ lại để ghép nên một từ đơn nằm trong một diện tích vuông cố định giống như chữ Hán, nên tiếng Hàn với Hangeul có thể viết dọc). Vì thế người Việt phải đọc Manga theo một nghịch lý là "tranh nhìn từ phải sang trái, câu thoại đơn đọc từ trái sang phải" khiến cho người nếu mới tiếp cận manga sẽ khá là khó làm quen, trong khi người đọc mới ở Trung Quốc, Đài Loan, Hàn Quốc lại rất dễ dàng tiếp thu cách đọc kiểu dọc vì chữ của họ cũng có thể viết dọc.

## Chương trình giáo dục

### Giáo dục Đại Học
Trường Đại Học Kyoto Seika tại Nhật Bản đã đưa ra một khóa học có tính cạnh tranh cao trong manga từ năm 2000. Sau đó, một số các trường đại học có uy tín và các trường vocational schools (専門学校: Semmon gakkou) đã chính thức thành lập một chương trình đào tạo.
Satō Shūhō, người viết Umizaru và Say Hello to Black Jack, đã tạo nên một số cuộc bút chiến trên Twitter. Sato nói rằng: "Trường học Manga là vô nghĩa bởi vì những ngôi trường đó có tỉ lệ thành công rất thấp. Trong khi đó, tôi có thể hướng dẫn cho những người mới các kỹ năng cần thiết cho công việc trong ba tháng. Vẫn thời điểm đó, các sinh viên những ngôi trường này phải bỏ ra vài triệu Yên Nhật, và bốn năm học tập, nhưng họ là những con người tốt nhất cho không một thứ gì cả", và một nhận định khác "Ví dụ như trường hợp Keiko Takemiya, sau khi là một giáo sư trường đại học Seika University, đã nhận xét trong Hội đồng Chính phủ rằng 'Một người hoàn toàn mới sẽ có thể hiểu được nơi nào là "Tachikiri" (tức là: các trình bày bản thảo) trong khoảng thời gian bốn năm.' Mặt khác, tôi sẽ tưởng tượng ra điều đó: Nó ngốn mất khoảng ba mươi phút để hoàn toàn hiểu những thứ này tại nơi làm việc".

### Manga học tập - Dự án khám phá thế giới
Tổ chức phi lợi nhuận Nippon Foundation Nhật Bản tiến hành dự án "This is Also a Learning Manga ~ World Discovery Project" sử dụng 100 bộ manga như những cuốn sách giáo khoa đặc biệt cho người trẻ; đặc biệt trong phạm vi học sinh và sinh viên. Các bộ manga bao gồm nhiều chủ đề đa dạng với nhiều cấp độ đối tượng khác nhau: như văn hóa, cuộc sống, lịch sử, nghề nghiệp, khoa học, nghệ thuật, chiến tranh, thể thao. Dự án được bảo trợ bởi bảy chuyên gia, bao gồm giáo sư Fujimoto Yukari thuộc trường đại học Meiji, giáo sư Nakamura Ichiya thuộc trường đại học Keio, mangaka Satonaka Machiko,...

## Doanh thu
Với con số 2,26 tỉ ấn bản mỗi năm (trung bình 17 quyển/người), chiếm trung bình 40% tổng số ấn bản sách báo, tạp chí, Manga đem lại nguồn lợi nhuận khổng lồ cho thị trường xuất bản ở Nhật Bản. Theo số liệu thống kê năm 2006 của The Research Institute for Publications, doanh thu từ ngành công nghiệp xuất bản Manga là 481 tỉ yên (Trung bình mỗi người Nhật bỏ ra 3.777 yên/năm - tương đương 30USD - để mua Manga).

## Hình thức phân bố

### Ấn bản vật lý
Một manga có thể được thực hiện trong rất nhiều năm, vì vậy dẫn đến sự xuất hiện của các loại tạp chí chuyên đề manga, dùng để đăng các chương mới nhất của các tác phẩm. Các chương này sau đó được tập hợp lại và in thành cuốn gọi là tankobon. Tạp chí manga thường có nhiều kỳ, mỗi kỳ xuất bản từ 30 đến 40 trang. Những tạp chí manga hoặc những bộ tạp chí hợp tuyển này, khi đã nổi tiếng có thể xuất bản từ 200 đến 850 trang dài. Tạp chí manga cũng bao gồm những truyện ngắn và nhiều manga chỉ có 4 khung tranh (tương đương với cột tranh). Các seri manga có thể bán trong nhiều năm, nếu chúng thành công trong việc thu hút độc giả.
Những người đam mê Manga tại Nhật Bản thường đến Mandarake, khu vực tập trung nhiều cửa hàng bán đủ các loại truyện tranh và các sản phẩm Manga đầy trí tưởng tượng. Ngoài hàng ngàn tạp chí, ở đây còn bán cả búp bê, trang phục, đồ cổ.Tất cả đều mô phỏng theo các nhân vật truyện tranh được sáng tạo ở Nhật trong 50 năm qua.
Các hình thức phân bố manga phổ biến khác là qua chợ internet bằng hình thức scanlation. Trong hình thức này, các tay nghiệp dư scan manga khi còn là tiếng Nhật và sau đó tiến hành dịch chúng, cung cấp lượng lớn manga trên mạng miễn phí cho đến khi các manga này thuộc sự uỷ quyền của nhà phân phối nào đó. Nếu scan trái phép, sẽ bị phạt rất nặng.
Một số họa sĩ manga xuất bản thêm những phần phụ, đôi khi không liên quan đến cốt truyện trước, người ta gọi đó là omake (phần thêm). Họ cũng có thể xuất bản tuyển tập các bản phác thảo của họ, gọi là oekaki.
Những fan hâm mộ sáng tác nên manga theo đường lối không chính thức gọi là doujinshi. Một vài doujinshi tiếp tục các câu truyện hoặc viết một câu chuyện mới trong đó sử dụng các nhân vật mà họ yêu thích hoặc hâm mộ do các mangaka xây dựng nên, hình thức này cũng tương tự như fan fiction. Cũng có doujinshi khác được sản xuất bởi các nhà xuất bản không chuyên ngoài thị trường

### Ấn bản số
Nhờ sự phát triển vượt bậc của internet, ngày nay đã có nhiều cách để giúp cho các mangaka có thể quảng bá các tác phẩm truyện tranh của mình đến với độc giả thay vì phụ thuộc vào các nhà xuất bản như trước đây. Thông dụng nhất là hai loại hình: web manga và webtoons.

#### Web Manga
Web manga là một dạng truyện tranh Nhật Bản được xuất bản trực tuyến thay vì in ấn truyền thống. Tương tự manga truyền thống, web manga thường có sự đa dạng về thể loại và phong cách, từ hài hước, hành động, đến lãng mạn và kinh dị nhưng có sự phá cách và thoát khỏi các cliche thường gặp do không chịu chi phối nội dung của các biên tập viên tòa soạn. 
Môt trong những Web Manga thành công và nổi tiếng bậc nhất là tác phẩm One-Punch Man của tác giả ONE, đã được chuyển thể thành anime và phim live-action.
Tạp chí Weekly Shōnen Jump đã cho ra mắt ứng dụng Jump Paint (sau đó đổi tên thành MediaBang) vào năm 2014 hướng dẫn người dùng tạo ra một web manga hoàn chỉnh cho riêng mình.

#### Webtoons
Webtoon là một loại truyện tranh số có nguồn gốc từ Hàn Quốc, được thiết kế đặc biệt để đọc trên các thiết bị di động. Truyện thường được vẽ màu và bố trí các panel tự do hơn so với manga truyền thống. Tuy nhiên điểm khác biệt lớn nhất so với manga là mô hình trả phí. Với manga, người đọc phải trả cho cả tạp chí để đọc từng chương của truyện tranh mình yêu thích hoặc trả tiền mua tập truyện. Với webtoons, người đọc sẽ trả phí thuê bao hằng tháng để đọc toàn bộ truyện mà nền tảng truyện đó cung cấp.
Môt trong những webtoons thành công và nổi tiếng bậc nhất là tác phẩm Solo Leveling của tác giả Chugong, đã được chuyển thể thành anime và phim live-action.

## Đánh giá
Mặc dù hình thức khá giống truyện tranh ở Mỹ, nhưng manga nắm một vị trí khá quan trọng trong văn hoá Nhật hơn là vai trò của truyện tranh trong văn hoá Mỹ. Manga được đánh giá cao cả về phương diện văn hoá lẫn nghệ thuật. Cũng tương ứng với truyện tranh Mỹ, manga cũng bị phê phán về tính bạo lực và sex; tuy nhiên, không có yêu cầu thẩm quyền hay luật lệ nào cố gắng giới hạn những gì được vẽ trong manga, ngoại trừ những khuôn khổ đạo đức mờ nhạt được áp đặt trên trang giấy, phát biểu rằng "những văn hoá phẩm thiếu đứng đắn ấy không nên được phổ biến". Chính sự tự do này đã cho phép các họa sĩ manga mặc sức sáng tác cho đủ các nhóm tuổi với vô số các đề tài, thể loại.
Nó có quy mô lớn đến nỗi làm lu mờ cả thị trường truyện tranh phương Tây. Có nhiều người trên thế giới đã học tiếng Nhật để có thể đọc được manga.
Tại Nhật Bản, các thể loại manga khác nhau được chia ra theo đối tượng mà chúng sẽ giúp phát triển tâm lý tối đa như shōnen manga dành cho thanh niên chủ yếu là robot, du hành không gian, khoa học giả tưởng, khoa học kỹ thuật... Sự hoàn thiện cá nhân, kỷ luật thép, hy sinh vì sứ mệnh và vinh dự phục vụ xã hội, cộng đồng, gia đình và bạn bè. Còn shojo dành cho thiếu nữ thì tập trung vào cuộc sống nội tâm của nhân vật nữ chính với các hình ảnh vừa nhẹ nhàng vừa phức tạp và thường bỏ qua ranh giới của các khuôn hình để tạo ra một mạch thời gian liên tục mà không hề có sự tự sự. Thể loại Kodomo dành cho thiếu nhi mang tính giáo dục rất cao nói về đạo đức, lẽ phải của cuộc sống, cách cư xử như những người tốt và chu đáo...
Về vấn đề bạo lực trong truyện tranh, có những ý kiến phản cho rằng những nhận định tiêu cực về truyện tranh bắt nguồn tự sự thiếu hiểu biết về loại hình văn hóa này. Những người phê phán truyện tranh đã không để ý đến sự phân cấp về lứa tuổi trong thể loại truyện tranh, về xu hướng hình thành phát triển của các truyện tranh dành cho người lớn tuổi, và về các truyện tranh miêu tả sự chuyển biến tâm lý của thanh thiếu niên, một lứa tuổi nằm giữa lằn ranh "trẻ con" và "người lớn".
| “                     | Mặc dù có thể do là sự khác biệt văn hóa, những người trưởng thành chưa từng đọc hay là biết manga có thể cảm thấy rằng, khi chỉ nhìn thấy những cảnh tượng đó, võ thuật thật là bạo lực và cái chết của các nhân vật thật sự tàn nhẫn. Những thiếu niên, với tư cách là độc giả, cảm thông với các nhân vật khi chúng sinh sống, phát triển và đọc các cảnh bạo lực đó xem xét trong toàn bộ bối cảnh của cốt truyện. Bạo lực xuất hiện ở đấy không đơn giản chỉ phục vụ cho bạo lực. ... Một con người trải qua hai giai đoạn thay đổi chính. Một giai đoạn vào lúc 3 tuổi, giai đoạn kia vào lúc trước khi trưởng thành. Một con người thay đổi bản ngã trẻ con của mình và thoát khỏi cái vỏ bọc của mình để được tái sinh. Hình ảnh thể hiện sự thay đổi này chính là sự tự biểu hiện bởi bạo lực. Điều tương tự có thể được giải thích cho các biểu hiện về tình dục. | ” |
| — Natsume Fusanosuke, | |   |